# Phaseolus chacoensis
Phaseolus chacoensis är en ärtväxtart som beskrevs av Emil Hassler. Phaseolus chacoensis ingår i släktet bönor, och familjen ärtväxter. Inga underarter finns listade i Catalogue of Life.